# Graminoide
En botànica i ecologia, el terme graminoide (sense valor taxonòmic) es refereix a una planta herbàcia amb una morfologia semblant a una gramínia, és a dir, canyes allargades amb fulles llargues més o menys linears i flors molt menudes amb el periant molt reduït o inexistent. En contrast amb el terme "fòrbia", plantes herbàcies sense caràcters semblants a les gramínies.
Les plantes a què es refereixen més freqüentment pertanyen a les famílies de les poàcies (gramínies en sentit estricte), ciperàcies i juncàcies (joncs). Encara que no estan estretament relacionades, pertanyen a diferents clades de l'ordre de les Poales. Les gramínies pròpiament dites (Poaceae) són la família més gran, amb unes 12.000 espècies.
A més de la seva morfologia similar, molt sovint els graminoides ocupen una presència generalitzada i sovint dominant en  els hàbitats oberts on es troben, com ara pastures o zones entollades i aiguamolls. No obstant això, també es poden trobar al sotabosc o dins d'altres comunitats arbustives.

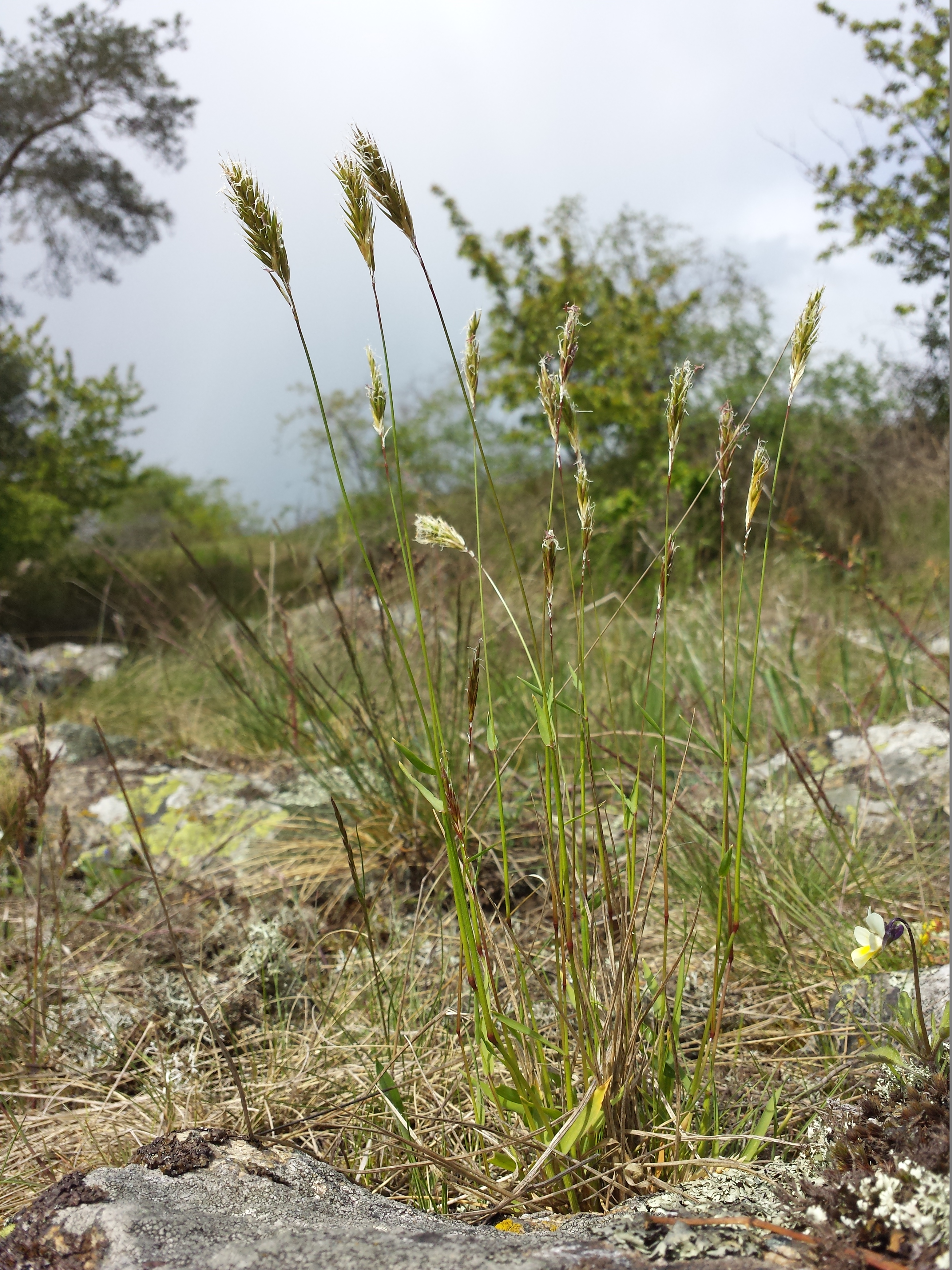
Anthoxanthum odoratum una poàcia
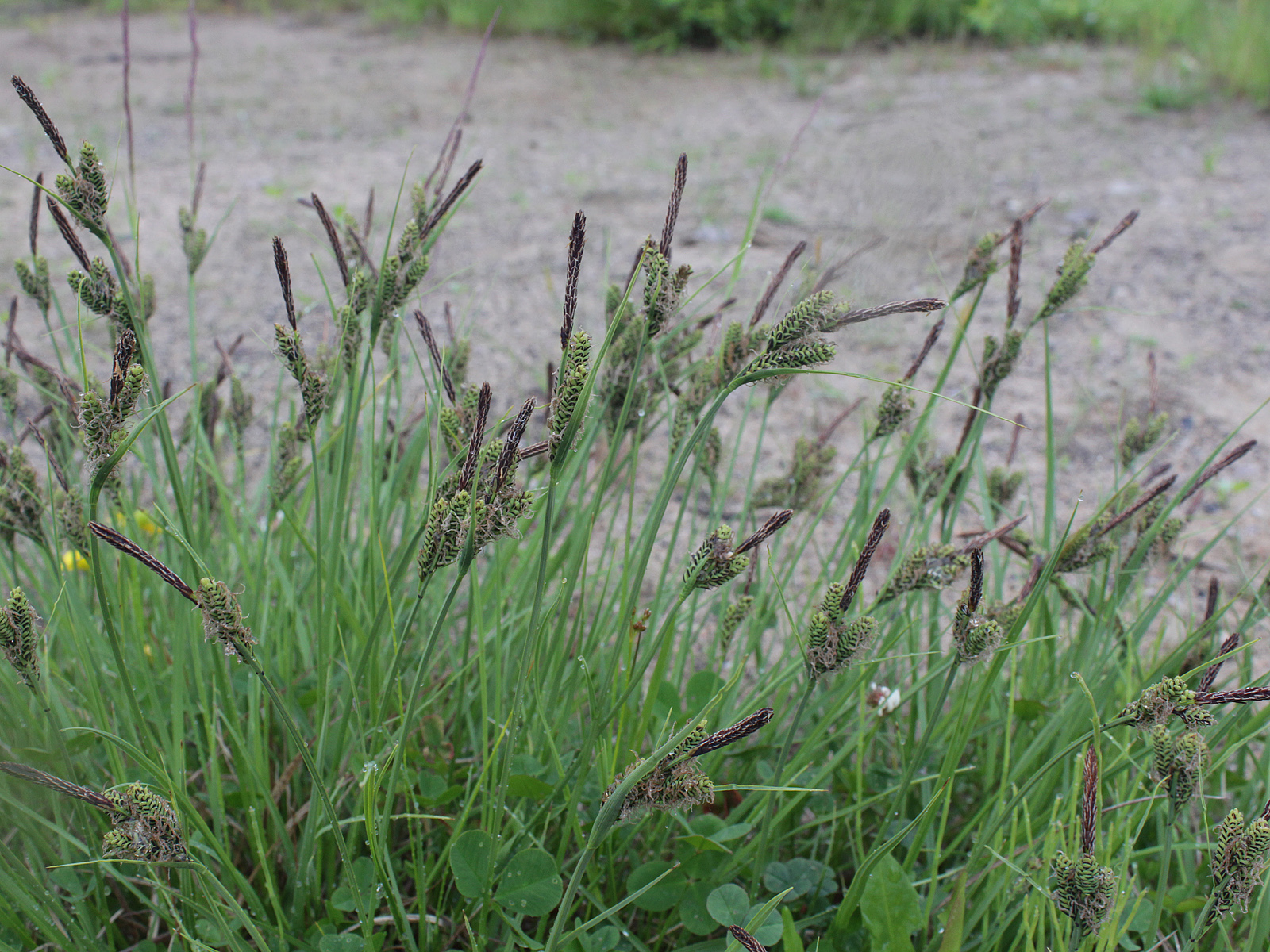
Carex nigra, una ciperàcia
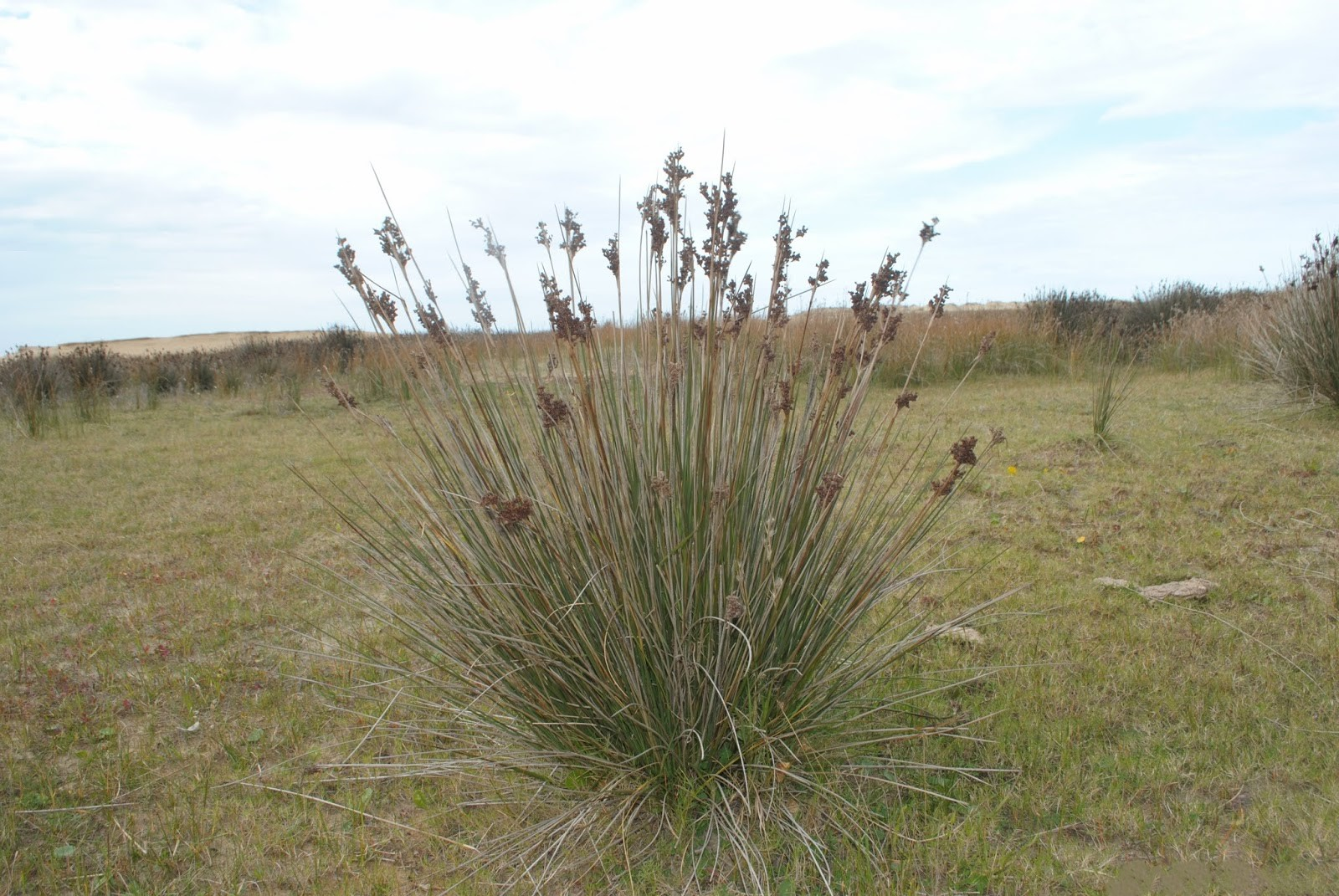
Juncus acutus una juncàcia
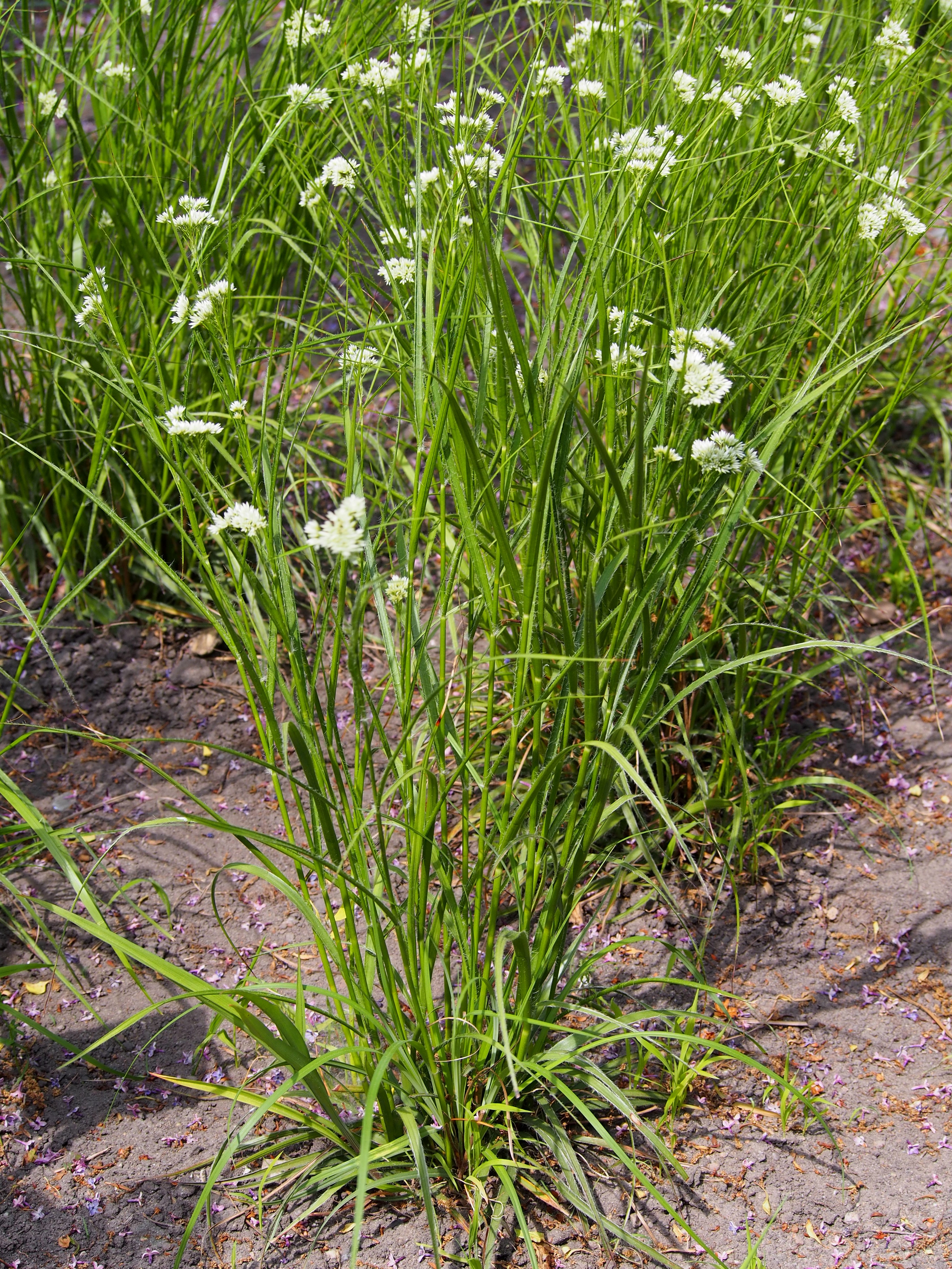
Luzula nivea, una juncàcia de sotabosc.
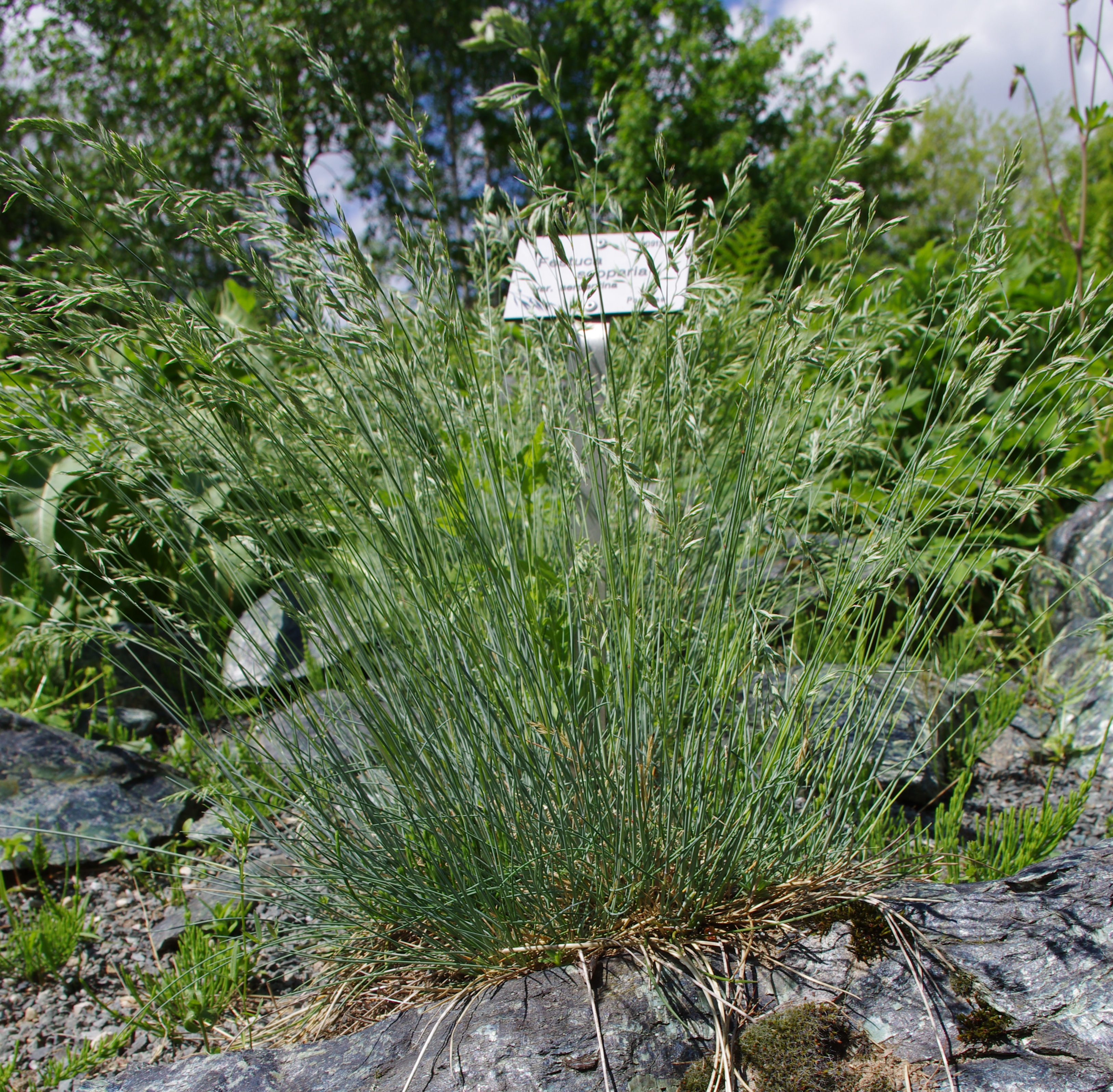
Una espècie farratgera (Festuca) de les poàcies.